# NGC 7218
NGC 7218 est une galaxie spirale barrée située dans la constellation du Verseau. Sa vitesse par rapport au fond diffus cosmologique est de 1 332 ± 23 km/s, ce qui correspond à une distance de Hubble de 19,65 ± 1,42 Mpc (∼64,1 millions d'al). NGC 7218 a été découverte par l'astronome germano-britannique William Herschel en 1793.
La classe de luminosité de NGC 7218 est III-IV et elle présente une large raie HI. Elle renferme également des régions d'hydrogène ionisé.
À ce jour, 28 mesures non basées sur le décalage vers le rouge (redshift) donnent une distance égale à 22,436 ± 3,288 Mpc (∼73,2 millions d'al), ce qui est à l'intérieur des valeurs de la distance de Hubble.